# Danger Mouse (musicista)
Brian Joseph Burton, meglio conosciuto col suo nome d'arte Danger Mouse (White Plains, 29 luglio 1977), è un musicista, cantautore e produttore discografico statunitense.
Ha collaborato con molti artisti di fama internazionale, tra cui U2, Gorillaz, Red Hot Chili Peppers, The Black Keys e Daniel Dumile. È membro e fondatore, insieme a Cee Lo Green, del duo pop soul Gnarls Barkley. Danger Mouse è stato inoltre considerato uno dei settantacinque personaggi più influenti del ventunesimo secolo dalla rivista maschile statunitense Esquire.

## Biografia
Prima di essersi laureato in telecomunicazioni all'Università della Georgia, inizia già a incidere musica sotto il nome di Pelican City, pubblicando tre album per l'etichetta December First.
Sale alla ribalta nel 2004 quando pubblica The Grey Album, che combina le performance vocali di Jay-Z in The Black Album con quelle strumentali dei Beatles in The White Album.
Forma con Cee Lo Green i Gnarls Barkley producendo gli album St. Elsewhere e The Odd Couple. Nel 2005 produce il secondo album dei Gorillaz, Demon Days, mentre nel 2008 produce Modern Guilt di Beck. È stato nominato per i Grammy Award nella categoria Produttore dell'anno sei volte (2001, 2005, 2006, 2009, 2010, 2011), vincendo il premio in occasione della prima. In più ha collaborato con il rapper MF DOOM formando i Danger Doom, con cui ha pubblicato The Mouse and the Mask e l'EP Occult Hymn.
Nel 2009 collabora con James Mercer dei Shins formando i Broken Bells. Il primo album del gruppo viene pubblicato il 9 marzo 2010.
Nel 2011 collabora con Jack White, Daniele Luppi e Norah Jones alla produzione dell'album Rome.

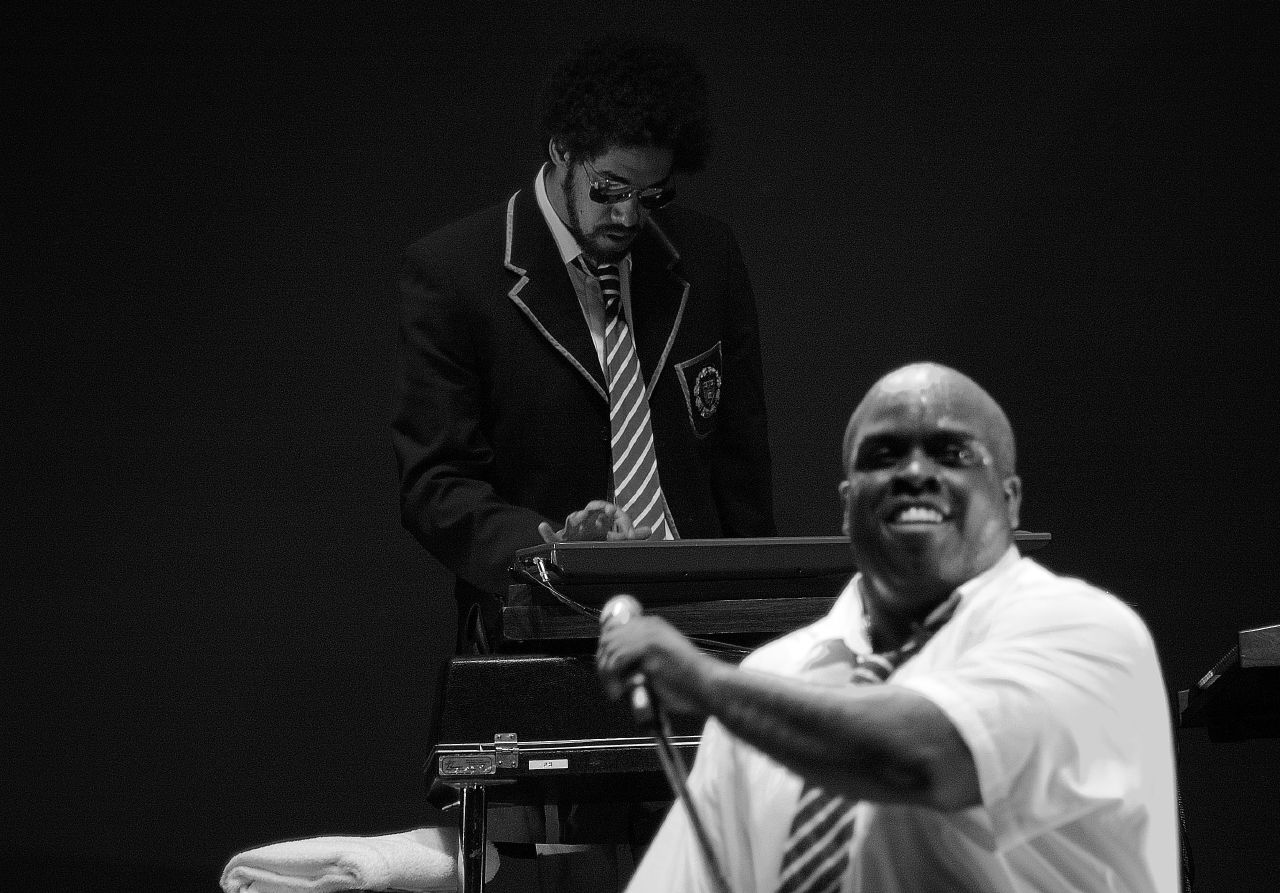
Danger Mouse (sinistra) e Cee Lo Green suonano con i Gnarls Barkley nel 2007

Tra il 2012 ed il 2014 produce album per Norah Jones (Little Broken Hearts), Portugal. The Man (Evil Friends), The Black Keys (Turn Blue) e U2 (Songs of Innocence').
Nel 2015 è coproduttore degli album At.Long.Last.ASAP di ASAP Rocky e 25 di Adele, con quest'ultimo che ha ottenuto il Grammy nella categoria di produzione.
Sempre nel 2015 fonda la sua etichetta, 30th Century Records. Nel 2016 invece si dedica ai lavori di Michael Kiwanuka (Love & Hate) e Red Hot Chili Peppers (The Getaway).
Nell'aprile 2017 pubblica Resistance Radio: The Man in The High Castle, una raccolta legata alla serie L'uomo nell'alto castello. Nel giugno seguente esce Woodstock, album dei Portugal. The Man, che come il precedente è stato prodotto da Danger Mouse.
Partecipa, con il brano Chase Me (featuring Run the Jewels e Big Boi) alla colonna sonora del film Baby Driver - Il genio della fuga (2017).
Nel maggio 2018 esce il sesto album del gruppo Parquet Courts dal titolo Wide Awake!, da lui prodotto.
Nel marzo 2019 pubblica Lux Prima, album collaborativo realizzato con Karen O.

## Discografia

### Solista e collaborazioni
- Danger Mouse and Jemini – Ghetto Pop Life (2003)
- Danger Mouse – The Grey Album (2004)
- Gorillaz – Demon Days (2005)
- Danger Doom – The Mouse & The Mask (2005)
- Danger Doom - Occult Hymn (2006)
- The Rapture – Pieces of the People We Love (2006)
- Sparklehorse – Dreamt for Light Years in the Belly of a Mountain (2006)
- Gnarls Barkley – St. Elsewhere (2006)
- The Good, the Bad & the Queen (2007)
- The Black Keys – Attack & Release (2008)
- Gnarls Barkley –  The Odd Couple (2008)
- The Shortwave Set – Replica Sun Machine (2008)
- Martina Topley-Bird – The Blue God (2008)
- Beck – Modern Guilt (2008)
- Joker's Daughter – The Last Laugh (2009)
- Danger Mouse and Sparklehorse – Danger Mouse and Sparklehorse Present: Dark Night of the Soul (2010)
- Broken Bells – Broken Bells (2010)
- The Black Keys – Brothers "Tighten Up" (2010)
- Broken Bells – Meyrin Fields (2011)
- Danger Mouse and Daniele Luppi – Rome (2011) (UK chart peak: #20)
- The Black Keys - El Camino (2011)
- Electric Guest - Mondo (2012)
- Norah Jones - Little Broken Hearts (2012)
- Portugal. The Man - Evil Friends (2013)
- The Black Keys - Turn Blue (2014)
- Broken Bells - After the Disco (2014)
- Red Hot Chili Peppers - The Getaway (2016)
- Danger Mouse and Black Thought - Cheat Codes (2022)
- Danger Mouse & Jemini - Born Again (2023)

#### Singoli solisti
| Anno | Singolo                                  | Classifica | Classifica | Album |
| Anno | Singolo                                  | US Alt.    | US Rock    | Album |
| ---- | ---------------------------------------- | ---------- | ---------- | ----- |
| 2011 | "Two Against One" (featuring Jack White) | 20         | 33         | Rome  |
| 2011 | "Black" (featuring Norah Jones)          | —          | —          | Rome  |
| 2011 | "Two Against One" / "Problem Queen"      | —          | —          | Rome  |

### Pelican City
- The Chilling Effect (1999)
- Rhode Island (2000)
- Pelican City vs. Scanner – EP (2002)

### Promo
- Danger Mouse Promo: Volume 1 (1998)
- Danger Mouse Promo: Volume 2 (1999)
- Danger Mouse Promo: Volume 3 (2000)
- Danger Mouse Promo: Volume 4 (2000)
- Danger Mouse Promo: Remix EP 12" White (2001)
- Danger Mouse Promo: Remix EP 12" Red (2002)
- Danger Mouse Promo: Remix EP 12" Yellow (2003)

### Contributi
- Verve Remixed 3 (2005) – Dinah Washington – "Baby, Did You Hear?" (Danger Mouse remix)
- The Now Sound Redesigned – "To a Black Boy" by Danger Mouse (con Murs)

## Premi
- 2004 Entertainment Weekly Album of the year (Danger Mouse - The Grey Album)
- 2004 GQ Magazine "Men of the Year"
- 2005 Wired Magazine Rave Award (Music)
- 2005 Grammy Nomination (Danger Mouse - Producer of the Year)
- 2005 Q Magazine (Best Producer)
- 2006 Grammy Award - Best Alternative Album (Gnarls Barkley -St. Elsewhere)
- 2006 Grammy Award - Best Urban/Alternative Performance (Gnarls Barkley - Crazy)
- 2006 Entertainment Weekly Album of the Year (Gnarls Barkley - St. Elsewhere)
- 2006 Grammy Nomination (Danger Mouse - Producer of the Year)
- 2006 Q Magazine (Song of the Year - Gnarls Barkley "Crazy")
- 2008 Rolling Stone Magazine Best Producer in Rock
- 2009 Esquire Magazine 75 Most Influential People of the 21st Century
- 2009 Grammy Nomination (Danger Mouse - Producer of the Year)
- 2009 GQ Magazine Album of the Year (Danger Mouse & Sparklehorse - Dark Night of the Soul)
- 2009 Paste Magazine "Producer of the Decade"
- 2010 Grammy Nomination - Best Alternative Album (Gnarls Barkley - The Odd Couple)
- 2010 Rolling Stone Magazine - Song of the Decade (Gnarls Barkley - Crazy)
- 2011 Grammy Award (Danger Mouse - Producer of the Year)
- 2011 Grammy Nomination - Best Alternative Album (Broken Bells - Broken Bells)
- 2012 Grammy Nomination (Danger Mouse - Producer of the Year)